# 胡文璧
胡文璧（1472年—？），字汝重，湖廣耒陽縣人。明朝政治人物，進士出身。

## 生平
弘治二年（1489年）己酉科湖廣鄉試第十名舉人，弘治十二年（1499年）己未科會試第六十四名，二甲第九名進士。正德初年，由戶部郎中改為監察御史。出任鳳陽府知府，历任保定府、真定府知府，十年（1515年）七月升任山東按察司副使、整饬天津等处兵备，太监張忠督武清两直沽皇莊，縱容屬下牟利，胡文璧逮捕治理，后被誣陷逮捕入詔獄，十三年八月貶為延安府照磨，不久去世。嘉靖二年，其弟进士胡文奎向朝廷申诉，賜祭葬一坛。

## 家族
曾祖胡子榮。祖胡政。父胡琏。母陈氏。慈侍下。